# Эпихизис
Эпихизис или эпихисис (лат. Epychisis, др.-греч. ἐπίχυσις — сосуд для наливания) — античный сосуд цилиндрической формы, часто с двумя горизонтальными профилями-рантами, тонким горлышком, заканчивающимся отогнутым носиком с открытым сливом, высокой изогнутой ручкой и плоским дном. Горлышко завершается вытянутым стоком.
Эпихизисы часто украшались росписью. Появился в южной Италии, в Апулии в IV в. до н. э. и встречается до III в. до н. э.
Предположительно эпихизис являлся предметом женского обихода и использовался для косметических процедур.